# Peter Debye
Peter Joseph William Debye, właściwie Petrus Josephus Wilhelmus Debije (ur. 24 marca 1884 w Maastricht, zm. 2 listopada 1966 w Ithace) – holenderski chemik zajmujący się chemią fizyczną, laureat nagrody Nobla w 1936 w dziedzinie chemii.

## Życiorys
W wieku 20 lat został asystentem Arnolda Sommerfelda, Był dyrektorem instytutu fizyki Uniwersytetu w Getyndze, później objął katedrę ETH w Zurychu, następnie Uniwersytetu w Lipsku. W 1933 r. został dyrektorem Instytutu Fizyki Cesarza Wilhelma w Berlinie. W 1939 r. wyjechał do USA, a w 1946 przyjął obywatelstwo amerykańskie i został profesorem na Uniwersytecie Cornella. Zmarł w 1966 roku na atak serca.
Od 1914 był członkiem Królewskiej Holenderskiej Akademii Sztuk i Nauk.

## Lista odkryć związanych z Debye’em
- Relaksacja Debye’a – rodzaj relaksacji dielektrycznej, odpowiedni dla populacji idealnych, nieoddziałujących dipoli
- Model Debye’a ciała stałego – model ciała stałego pozwalający wyznaczyć ciepło właściwe w zależności od temperatury.
- Prawo graniczne Debye’a-Hückla – rodzaj prawa granicznego opisującego współczynniki aktywności jonów w roztworze, gdy siła jonowa (a więc i stężenie) roztworu dąży do zera
- Rozszerzone prawo Debye’a-Hückla – rodzaj prawa granicznego opisującego współczynniki aktywności jonów w roztworze, gdy siła jonowa (a więc i stężenie) roztworu ma małe i umiarkowane wielkości
- Ekranowanie Debye’a – w fizyce plazmy ekranowanie pola elektrycznego przez plazmę
- Długość Debye’a – typowa odległość jaką potrzebuje plazma do pełnego ekranowania
- Debaj – jednostka spoza układów SI i CGS do określania momentu dipola elektrycznego
- (30852) Debye – mała planeta (oryginalnie (30852) 1991 TR6).